# Meerane
Meerane är en stad i Landkreis Zwickau i förbundslandet Sachsen i Tyskland. Staden har cirka 14 000 invånare.
Staden ingår i förvaltningsområdet Meerane-Schönberg tillsammans med kommunen Schönberg.